# جورج ستون (لاعب كرة قاعدة أمريكي)
جورج ستون (بالإنجليزية: George Stone) هو لاعب كرة قاعدة أمريكي، ولد في 3 سبتمبر 1876 في لوست نيشن في الولايات المتحدة، وتوفي في 3 يناير 1945 في كلينتون في الولايات المتحدة.

## وصلات خارجية
- جورج ستون (لاعب كرة قاعدة أمريكي) على موقعبيزبول رفرنس.كوم (الدوري الرئيسي) (الإنجليزية)
- جورج ستون (لاعب كرة قاعدة أمريكي) على موقعبيزبول رفرنس.كوم (الدوري الثانوي) (الإنجليزية)
- جورج ستون (لاعب كرة قاعدة أمريكي) على موقع مشجعي الرسوم البيانية (الإنجليزية)
- جورج ستون (لاعب كرة قاعدة أمريكي) على موقع قاعة آيوا للمشاهير الرياضية (الإنجليزية)